# دل‌شکسته (رمان)
دل‌شکسته رمانی است از ناتانیل وست، نویسندهٔ اهل انگلستان که به سبک کمدی سیاه اکسپرسیونیستی در سال ۱۹۳۳ نگاشته شده است.